# Parc national du Pirin
Pour les articles homonymes, voir Pirin (homonymie).
Le parc national du Pirin (bulgare : Национален парк „Пирин“) est un parc national bulgare qui s'étend sur la majeure partie des montagnes Pirin, dans l'oblast de Blagoevgrad au Sud-Ouest de la Bulgarie.
Le parc est inscrit sur la liste du patrimoine mondial de l'UNESCO depuis 1983. Il s'étend sur 403  km2, à une altitude allant de 1 008 à 2 914 mètres au mont Vihren, le deuxième sommet du pays.
Deux réserves naturelles sont situées dans les limites du parc, Bajuvi Dupki-Džindžirica, l'une des plus anciennes réserves du pays, et Julen.

## Géographie

### Relief
Le parc est très montagneux, et s'étage de 1000 m d'altitude jusqu'à 2914 m au Mont Vihren. On compte 79 pics dépassant 2500 m d'altitude.

## Histoire

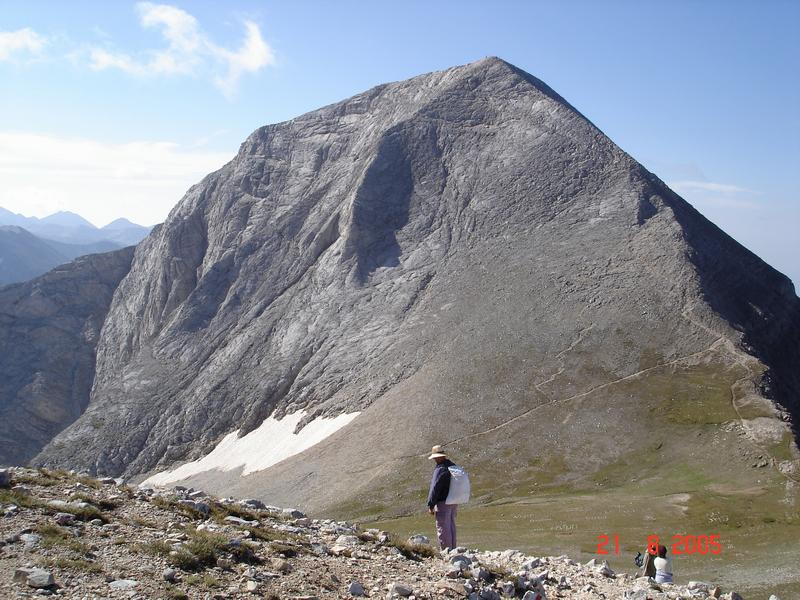
Vihren, le point culminant de Pirin, est situé à l'intérieur du parc.

Le parc national de Pirin fut créé le 8 novembre 1962 dans le but de préserver les forêts situées dans les parties les plus hautes de la montagne. Initialement nommé parc national de Vihren, l’aire protégée couvrait initialement 67,36 km². Le parc fut renommé « parc du peuple de Pirin » en 1974 par un décret ministériel et son territoire fut considérablement agrandi. Son territoire a été étendu à plusieurs reprises jusqu’à ce qu’il atteigne sa superficie actuelle de 403,56 km² en 1999. Selon la Constitution bulgare, le parc appartient exclusivement à l’État. 
L'administration du parc fut créée en 1979 et son siège est situé à Bansko. Le parc fut inscrit sur la liste du patrimoine mondial de l'UNESCO en 1983 et, après qu'une loi sur la protection des espaces fut adoptée en 1998, le secteur fut proclamé parc national.

## Milieu naturel

### Flore

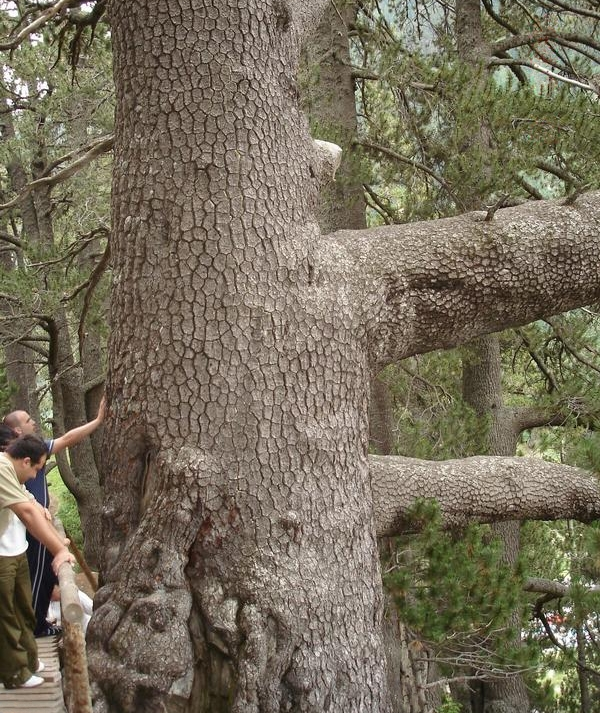
« Bajkuševa mura », un Pin de Bosnie (Pinus heldreichii) de 24 mètres de haut, l'arbre le plus vieux de Bulgarie.

La grande diversité de relief du parc est l'une des raisons de la variété des espèces floristiques de son territoire, ce qui en fait l'une des zones les plus intéressantes de Bulgarie en botanique. Une prospection générale de la flore de Pirin a été conduite à la fin du XIXe-début XXe siècle
Environ 1300 espèces de plantes supérieures peuvent être observées au sein du parc, ce qui constitue plus de 30 % de l'ensemble des plantes supérieures de Bulgarie. On y a déterminé également environ 300 espèces de mousses et un nombre important d'algues.
Le parc abrite un total de 18 espèces endémiques, 15 endémiques bulgares et plusieurs endémiques des Balkans, ainsi qu'une grande quantité d'espèces protégées, comme l'edelweiss, un des symboles du Pirin. Le nombre total d'espèces protégées s'élève à environ 60, tandis que 126 espèces sont inscrites sur la liste rouge des espèces menacées en Bulgarie.
Trois étages de végétation sont différenciés au sein du parc national de Pirin : une zone forestière, une subalpine et une alpine, du fait de la haute altitude du parc.

### Faune
Un très grand nombre d'espèces animales sont protégées dans le parc, notamment du fait de la diversité du relief et de sa position géographique méridionale.
Environ 2090 espèces et sous-espèces d'invertébrés y sont inventoriées, dont 300 espèces rares, 214 endémiques et 175 reliques, ainsi que 15 espèces incluses sur les listes d'espèces menacées au niveau international.
Six espèces de poissons vivent dans le parc (soit 6 % du peuplement de poissons d'eau douce de Bulgarie), ainsi que huit espèces d'amphibiens et 11 de reptiles.
Le nombre d'espèces d'oiseaux qui peuvent être observées est relativement élevé - environ 160, soit 40 % de toute l'avifaune bulgare.
45 mammifères terrestres (incluant 12 espèces de chauve-souris) vivent dans le parc national de Pirin, ce qui représente la moitié du nombre total d'espèces du pays. Parmi elles on rencontre le chamois (Rupicapra rupicapra balcanica), endémique des Balkans, ainsi que l'ours brun, le loup gris ou le chat sauvage.

## Galerie

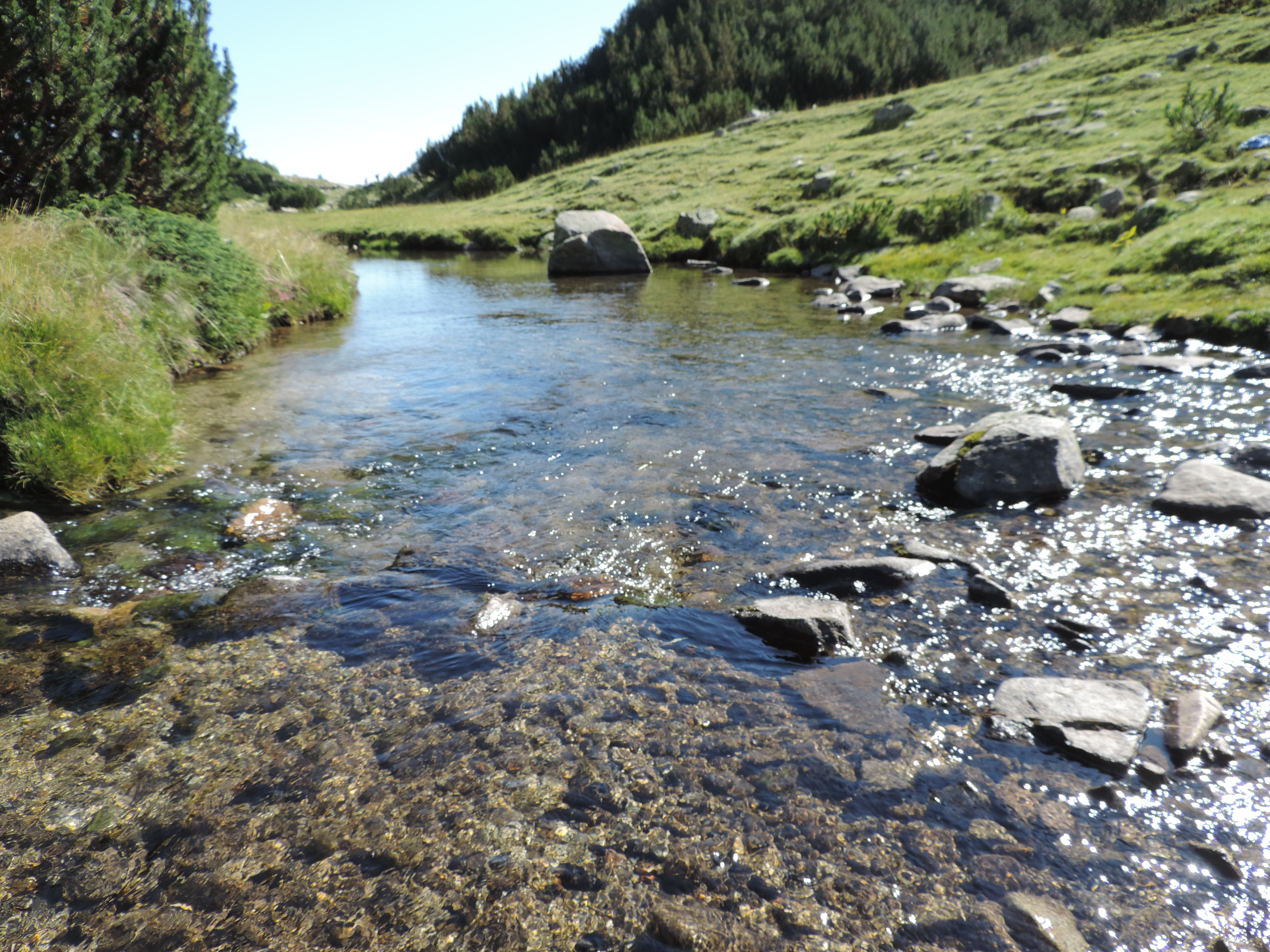
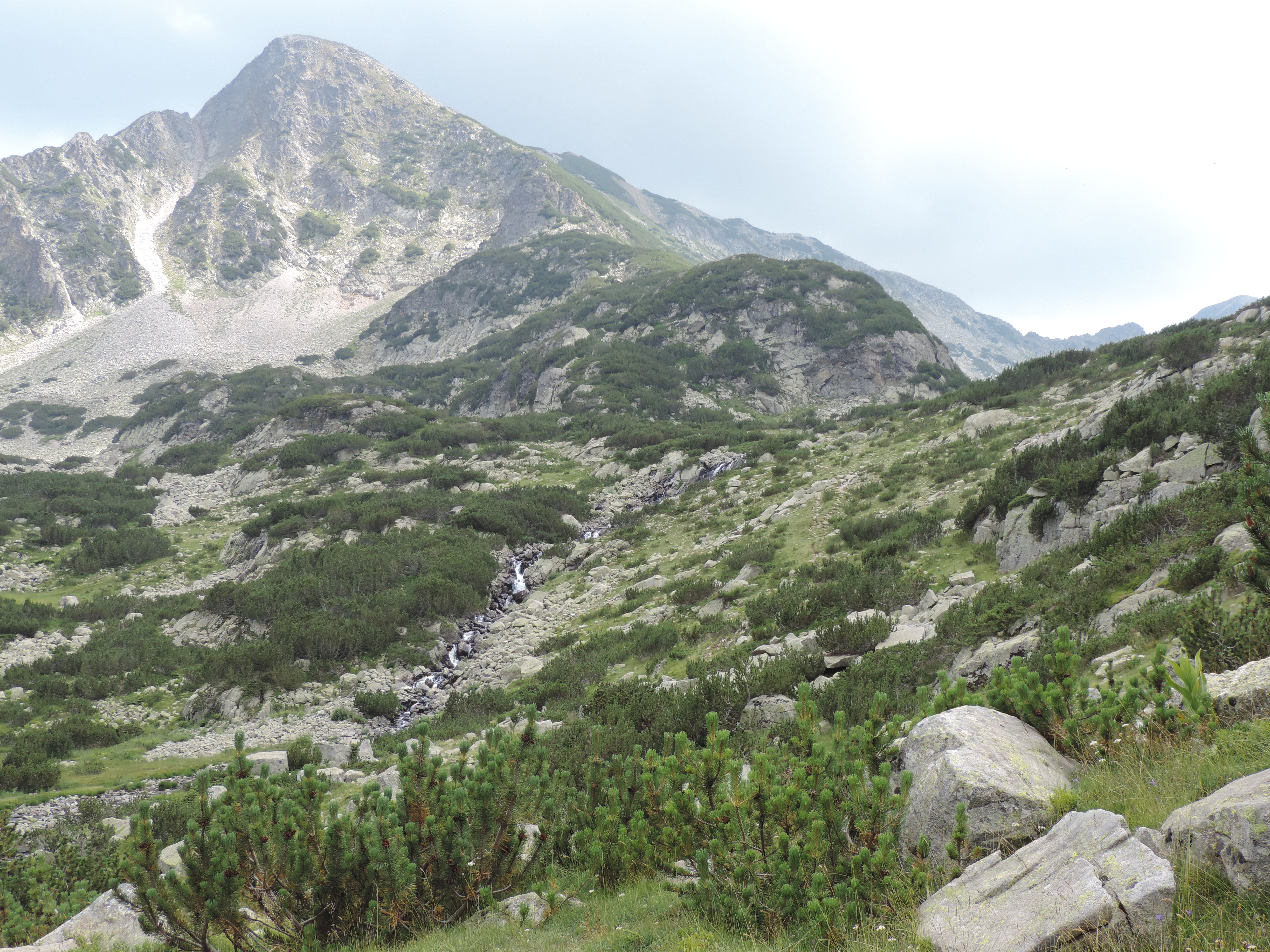
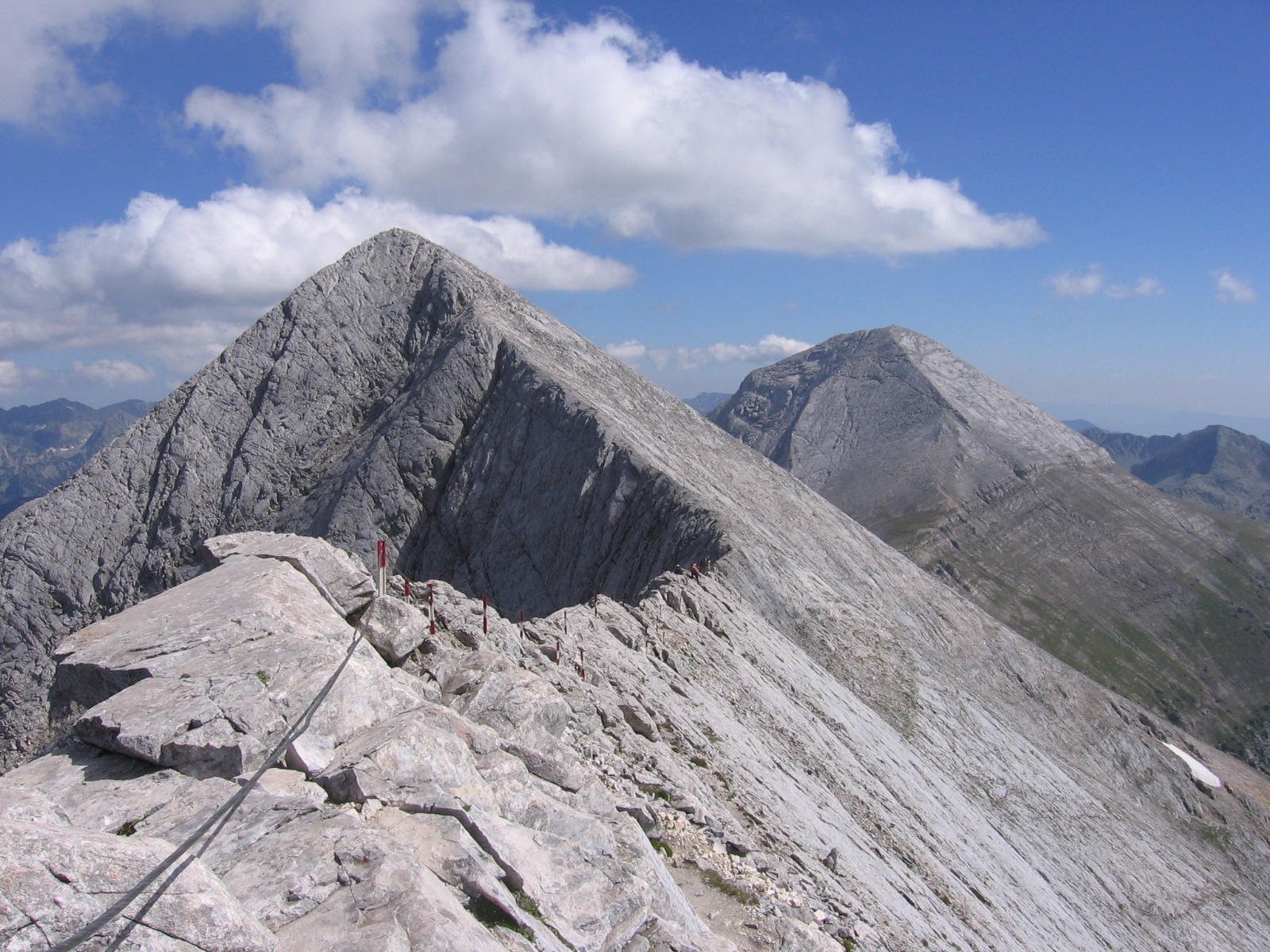
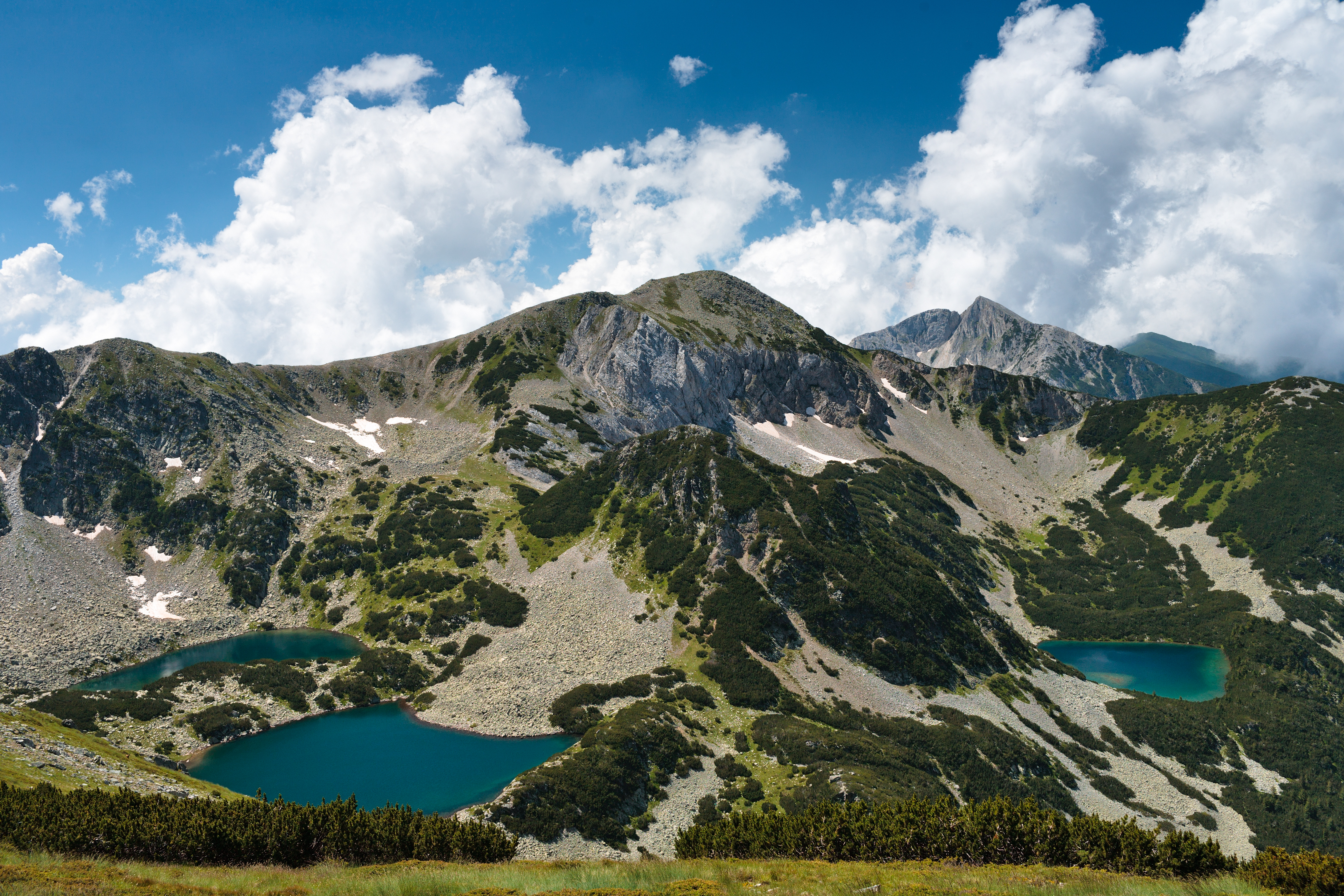
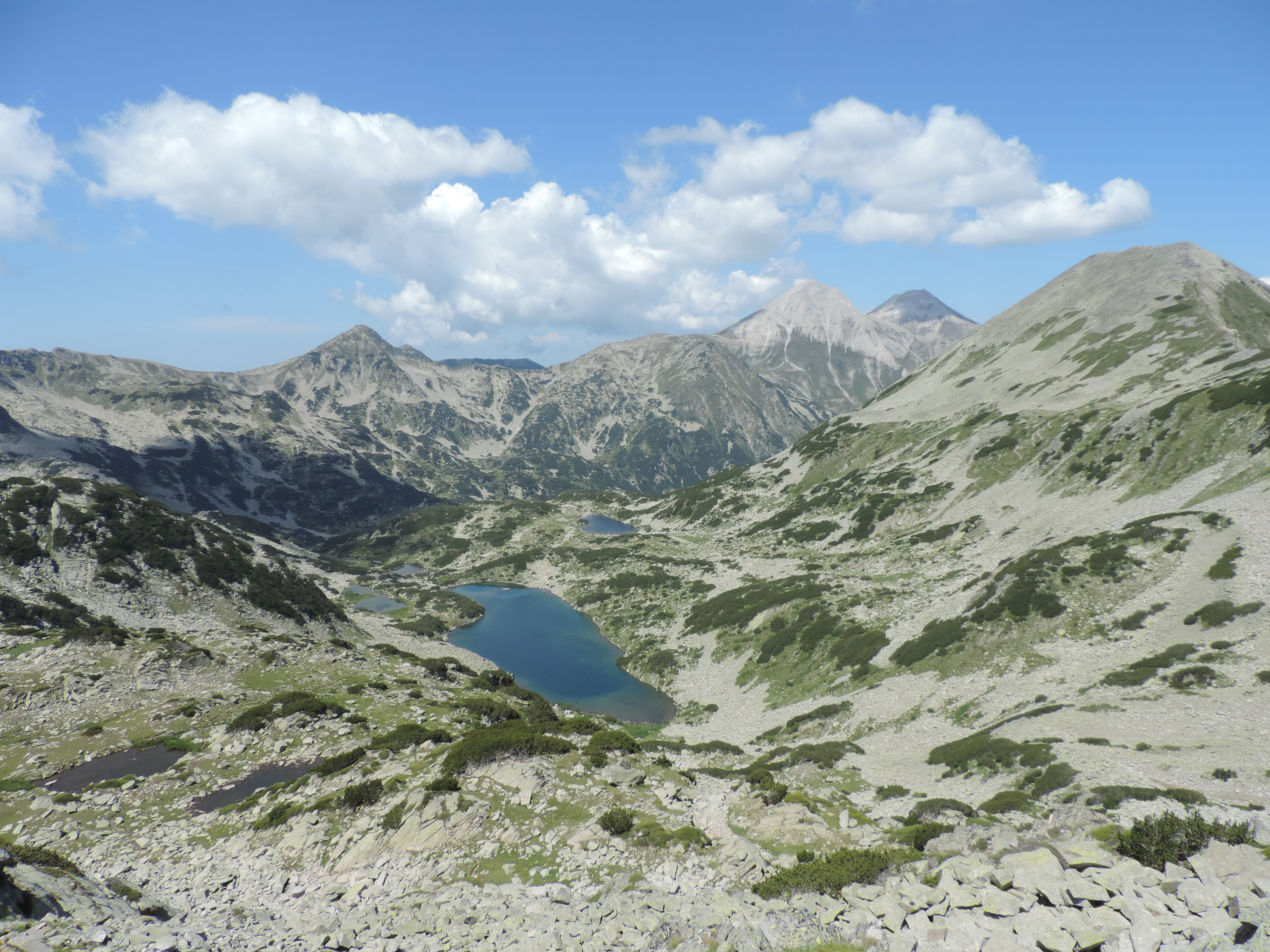
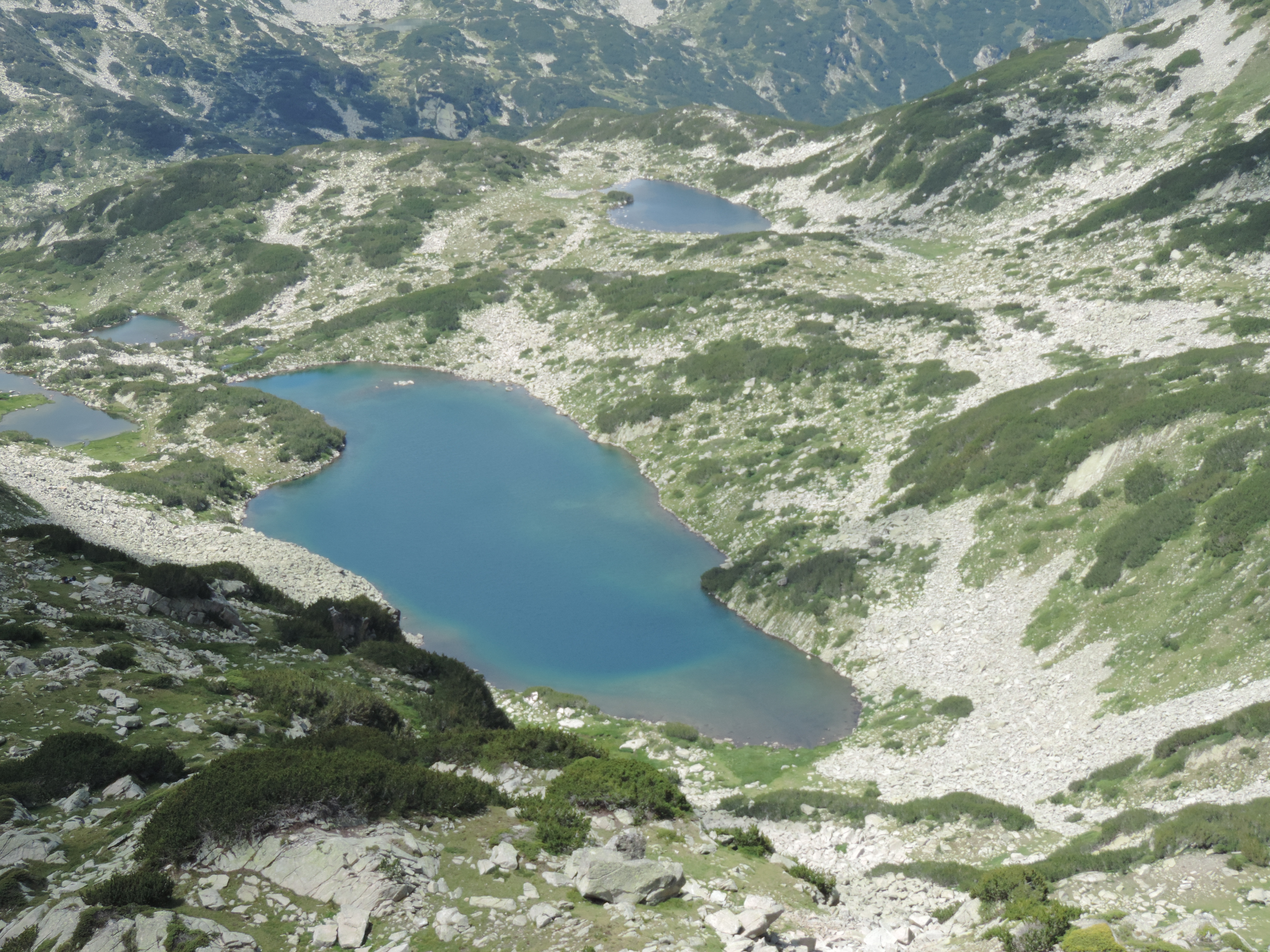
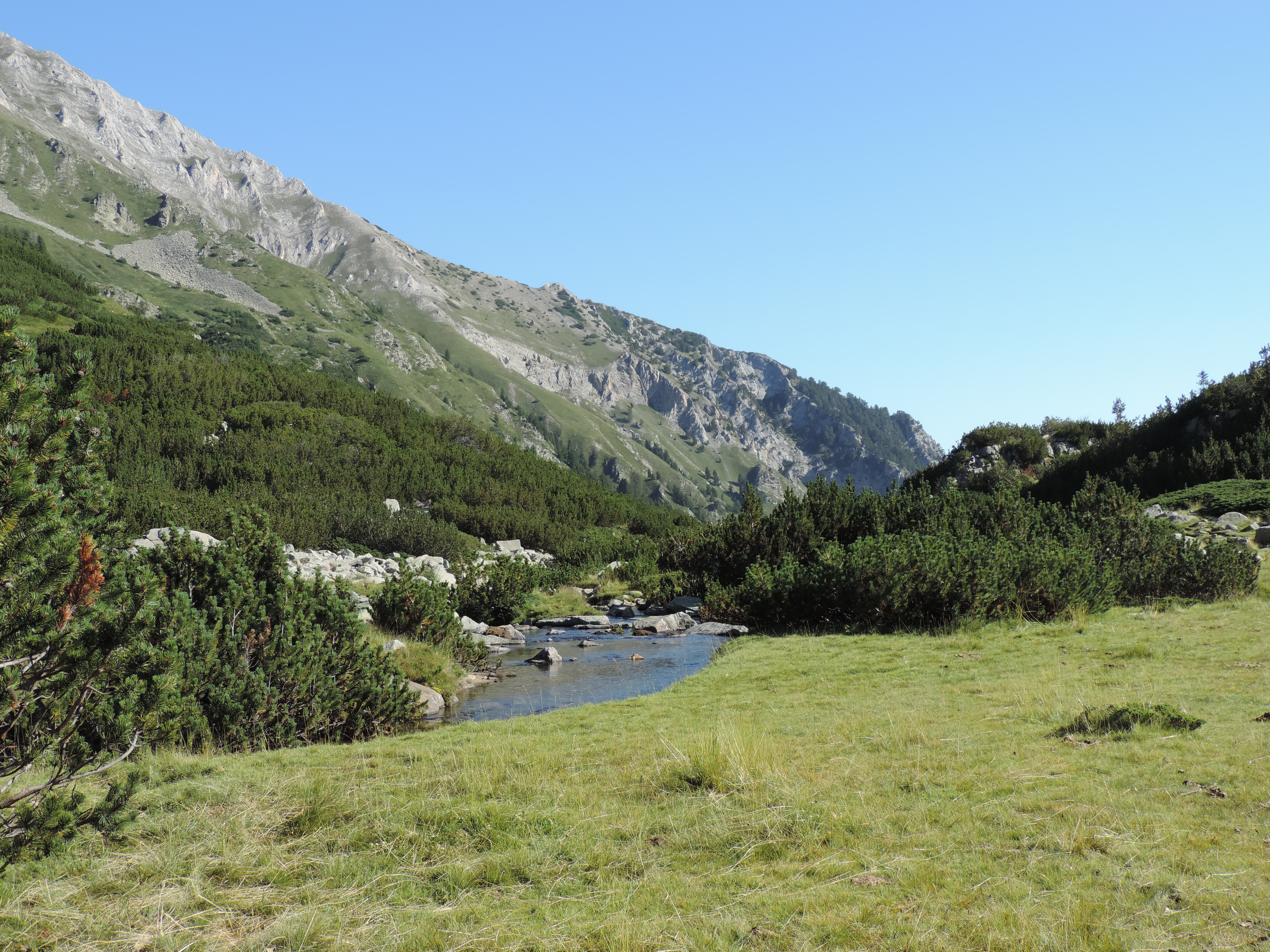
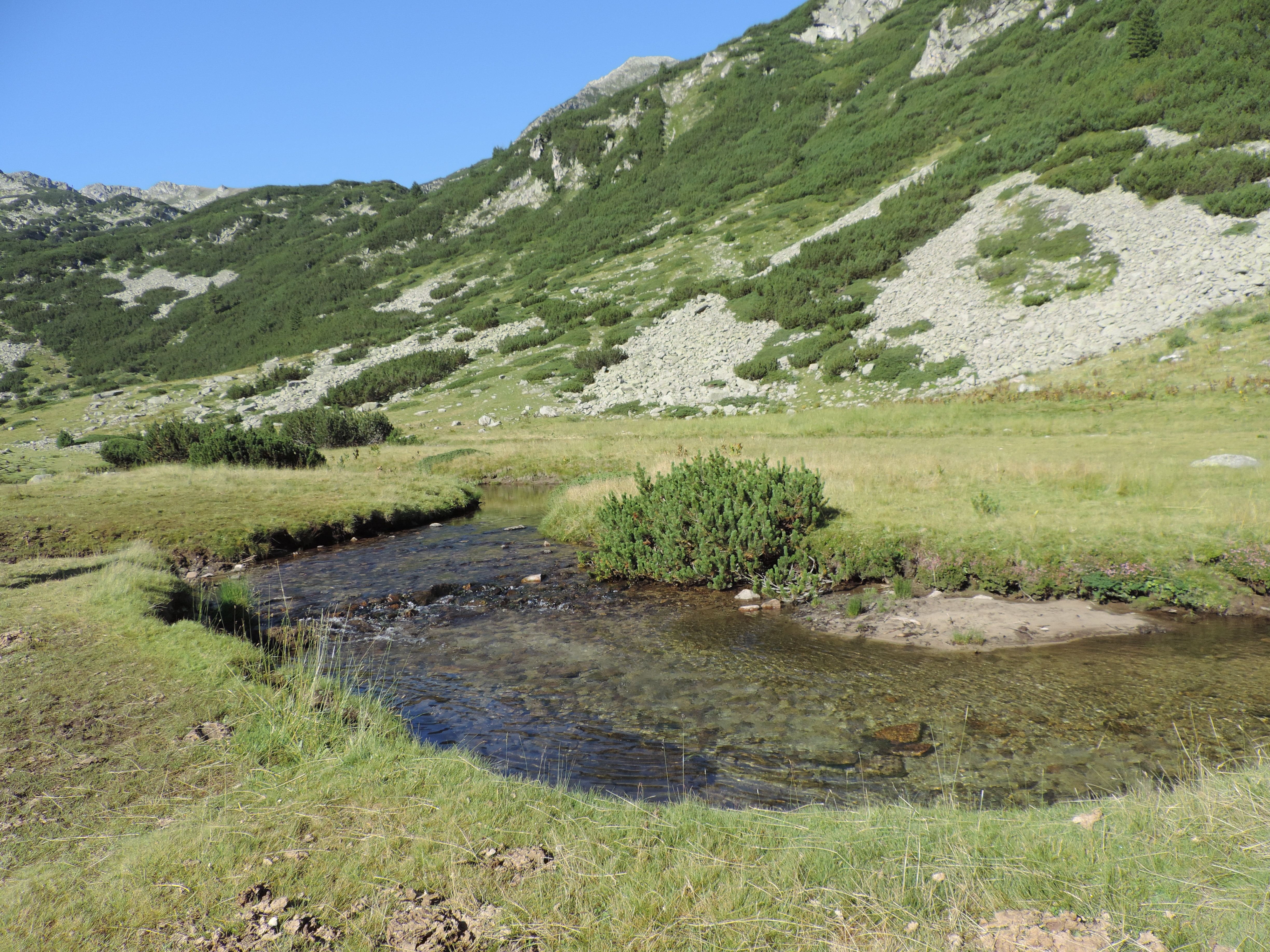
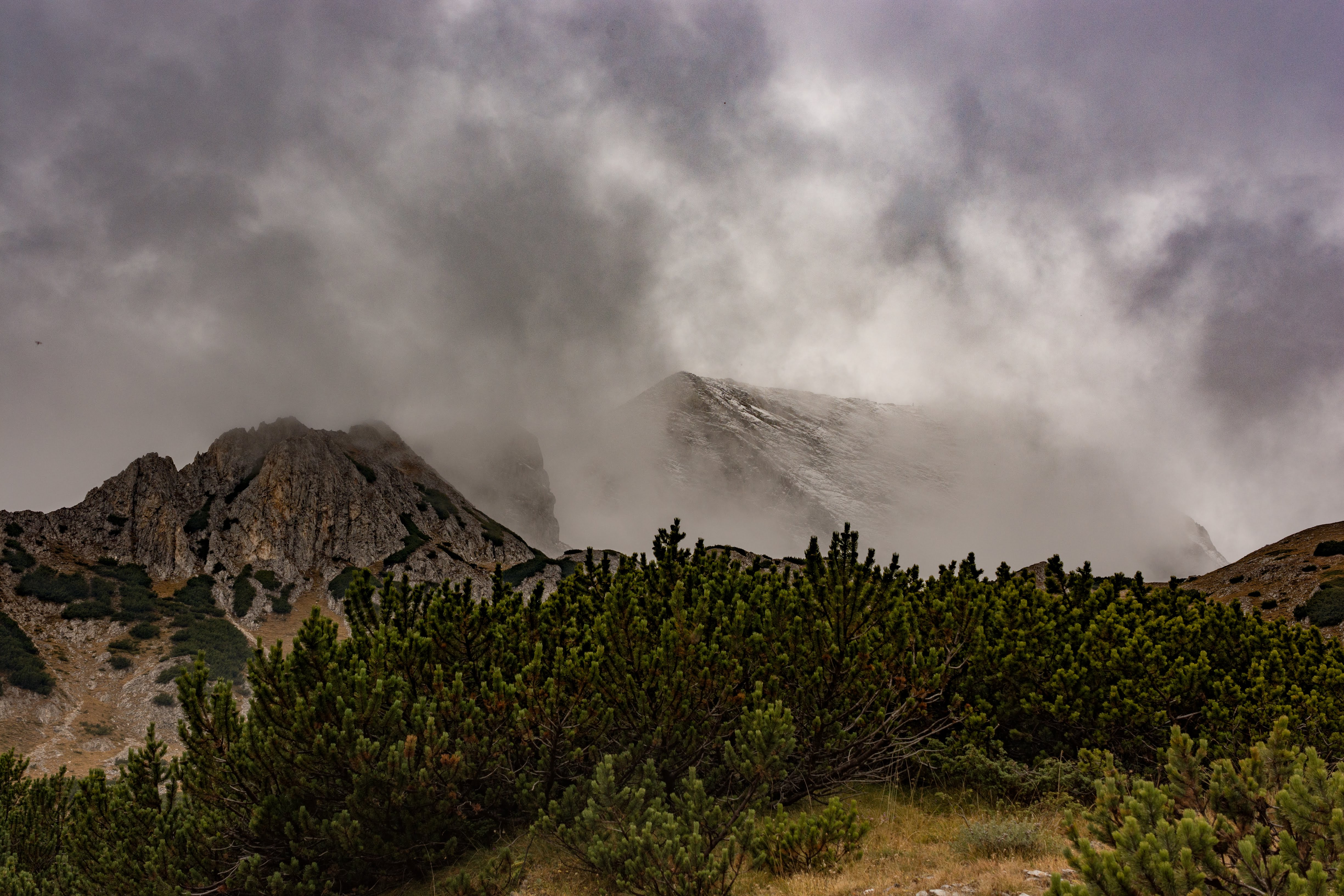

### Sources
- (en) Cet article est partiellement ou en totalité issu de l’article de Wikipédia en anglais intitulé « Pirin National Park » (voir la liste des auteurs).